# Provincia de Santa Cruz (Perú)
La provincia de Santa Cruz es una de las trece que conforman el departamento de Cajamarca en el norte del Perú.
Limita por el norte con la provincia de Chota, por el este con la provincia de Hualgayoc, por el sur con la provincia de San Miguel y por el oeste con el departamento de Lambayeque.
Desde el punto de vista jerárquico de la Iglesia católica, forma parte de la diócesis de Chiclayo, sufragánea de la arquidiócesis de Piura.

## Historia de Santa Cruz
Todas las gestiones llevadas a cabo a partir del primer proyecto presentado (1917), se cristalizaron cuando gobernaba el país la Junta Militar de Gobierno presidida por el general Manuel Odría y siendo ministro de Fomento y Obras Públicas el cruceño ninabambino en ese entonces el teniente coronel José Cabrejo Mejía.
El proyecto fue elaborado por las autoridades de Santa Cruz, comprendía nueve distritos: Santa Cruz, Catache, La Esperanza, Ninabamba, Pulán, Yauyucán, Sexi, Chancay Baños y Uticyacu. No figuran Andabamba ni Saucepampa, que son elevados a la categoría de distrito varios años después.
La provincia fue creada mediante ley del 21 de abril de 1950, en el gobierno del presidente Manuel Odría.

## Geografía
La provincia tiene una extensión de 1417,93 km².

## División administrativa
La provincia se divide en once distritos:
1. Santa Cruz
2. Andabamba
3. Catache
4. Chancaybaños
5. La Esperanza
6. Ninabamba
7. Pulán
8. Saucepampa
9. Sexi
10. Uticyacu
11. Yauyucan

## Población
La provincia tiene una población aproximada de 56 079 habitantes.

## Autoridades

### Regionales
- Consejero regional
  - 2019-2022:[2]

### Municipales
- 2019-2022:[2] Villalobos (Cajamarca Siempre Verde)
  1. Ilich Yasser López Orozco (Cajamarca Siempre Verde)
  2. David Tenorio Cajan (Cajamarca Siempre Verde)
  3. Aguinaga Ramírez (Cajamarca Siempre Verde)
  4. José Rubén Aguinaga Sánchez (Movimiento de Afirmación Social)

### Policiales
- Comisario: Mayor PNP Antonio Edmundo Ramírez Infante